# Enonkoski
Enonkoski est une municipalité de l'est de la Finlande, dans la région de Savonie du Sud et la province de Finlande orientale.

## Géographie
29 % de la superficie totale est couverte par les lacs, et la plupart du reste par la forêt. La commune est constituée par un dédale de chenaux reliant les lacs entre eux, dans un cadre naturel préservé dont le cœur est le parc national de Kolovesi. On peut parfois y observer le très rare phoque annelé du Saimaa, un phoque d'eau douce dont il ne reste que 280 individus en Finlande.
Enonkoski est connue également pour abriter le monastère d'Enonkoski. Inauguré en 1994, c'est le seul monastère luthérien de Finlande.
Les communes voisines sont Heinävesi au nord, Savonranta à l'est, Kerimäki au sud-est, Savonlinna au sud-ouest et enfin Varkaus au nord-ouest (Savonie du Nord).

## Démographie
Depuis 1980, la démographie de Enonkoski a évolué comme suit, :
| Année      | 1980  | 1985  | 1990  | 1995  | 2000  | 2005  |
| ---------- | ----- | ----- | ----- | ----- | ----- | ----- |
| population | 2 029 | 2 225 | 2 217 | 2 093 | 1 871 | 1 713 |

| Année      | 2010  | 2015  | 2020  |
| ---------- | ----- | ----- | ----- |
| population | 1 615 | 1 473 | 1 361 |

## Politique et administration
Le conseil municipal compte 17 conseillers.
Pour la période 2021-2025, la répartition des sièges par parti est la suivante:
| Parti    | Parti                  | Sièges 2021–2025 |
| -------- | ---------------------- | ---------------- |
|          | Parti du centre        | 9                |
|          | Parti social-démocrate | 5                |
|          | Vrais Finlandais       | 1                |
|          | Chrétiens-démocrates   | 1                |
|          | Alliance de gauche     | 1                |
| Sources: |                        |                  |

## Lieux et monuments
- Église d'Enonkoski
- Pont de pierre d'Enonkoski
- Musée d'histoire locale d'Enonkoski
- Monastère d'Enonkoski
- Peintures rupestres de Haukkalahdenvuori
- Manoir d'Hovimäki
- Maison de la nature de Kolovesi
- Peintures rupestres de Kurtinvuori
- Peinture rupestre d'Ukonvuori

## Personnalités
- Antti Loikkanen, courreur de fond

## Galerie

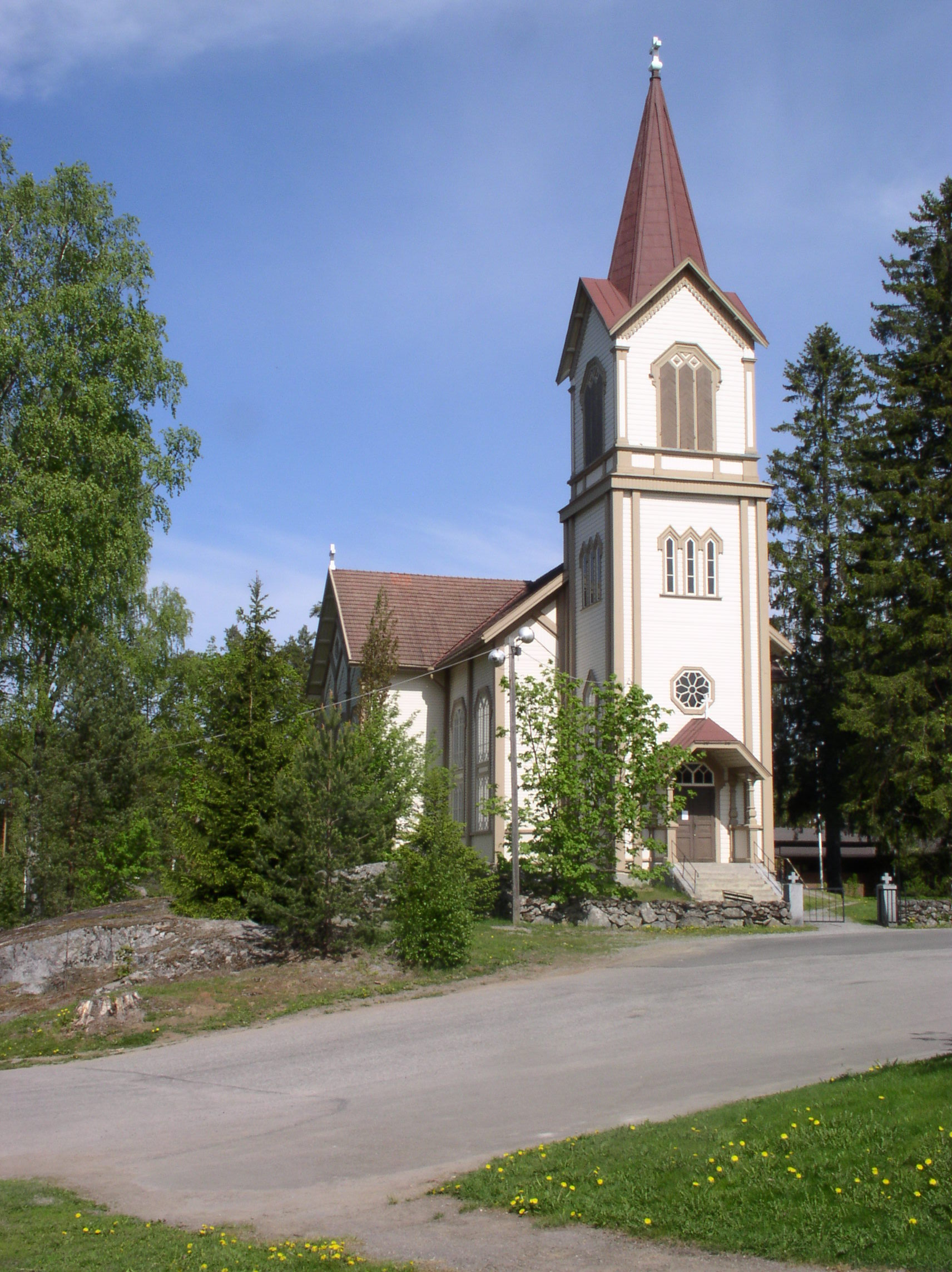
Église d'Enonkoski.
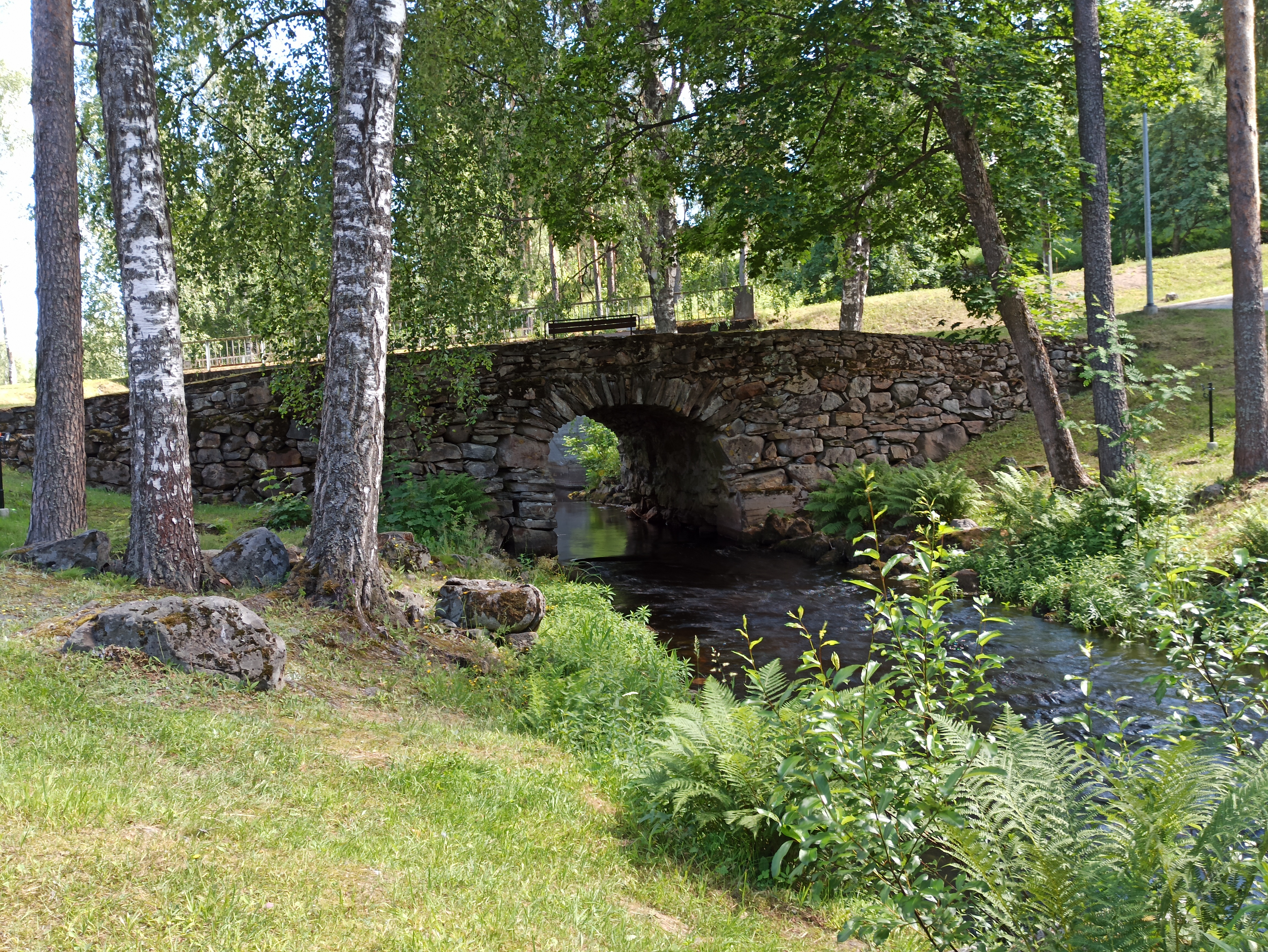
Pont en pierres d'Enonkoski.
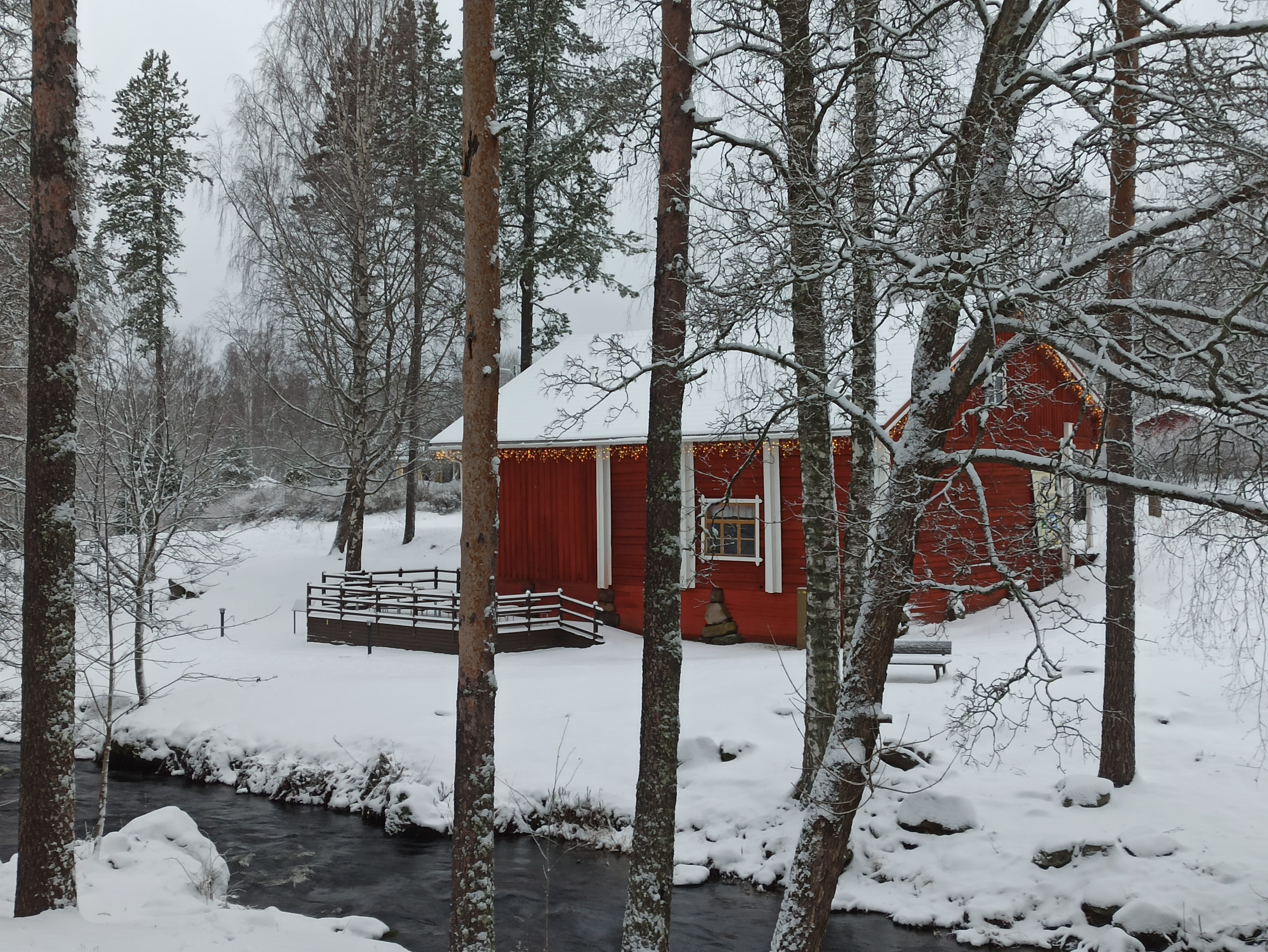
Ancien entrepôt.
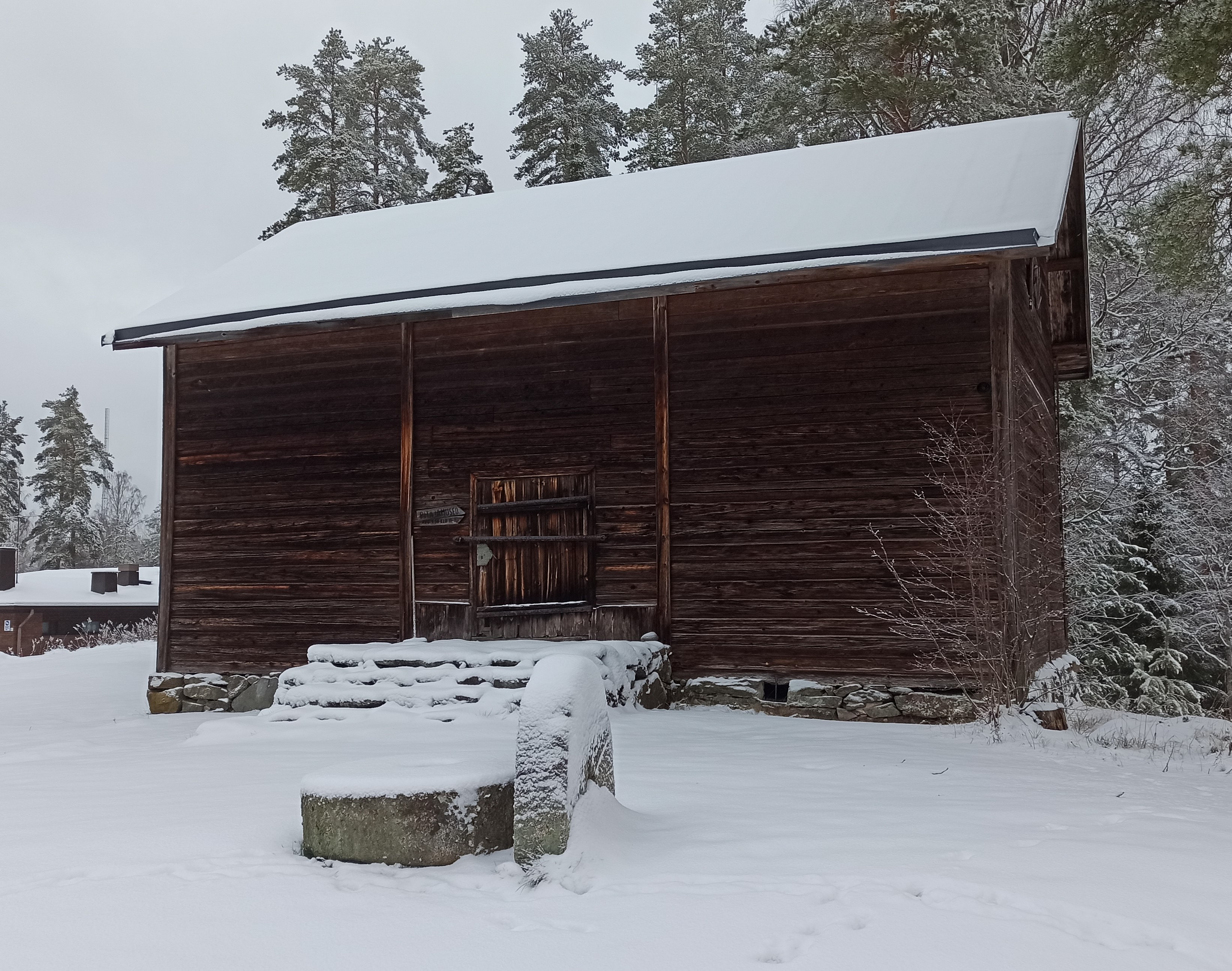
Musée d'histoire locale d'Enonkoski.
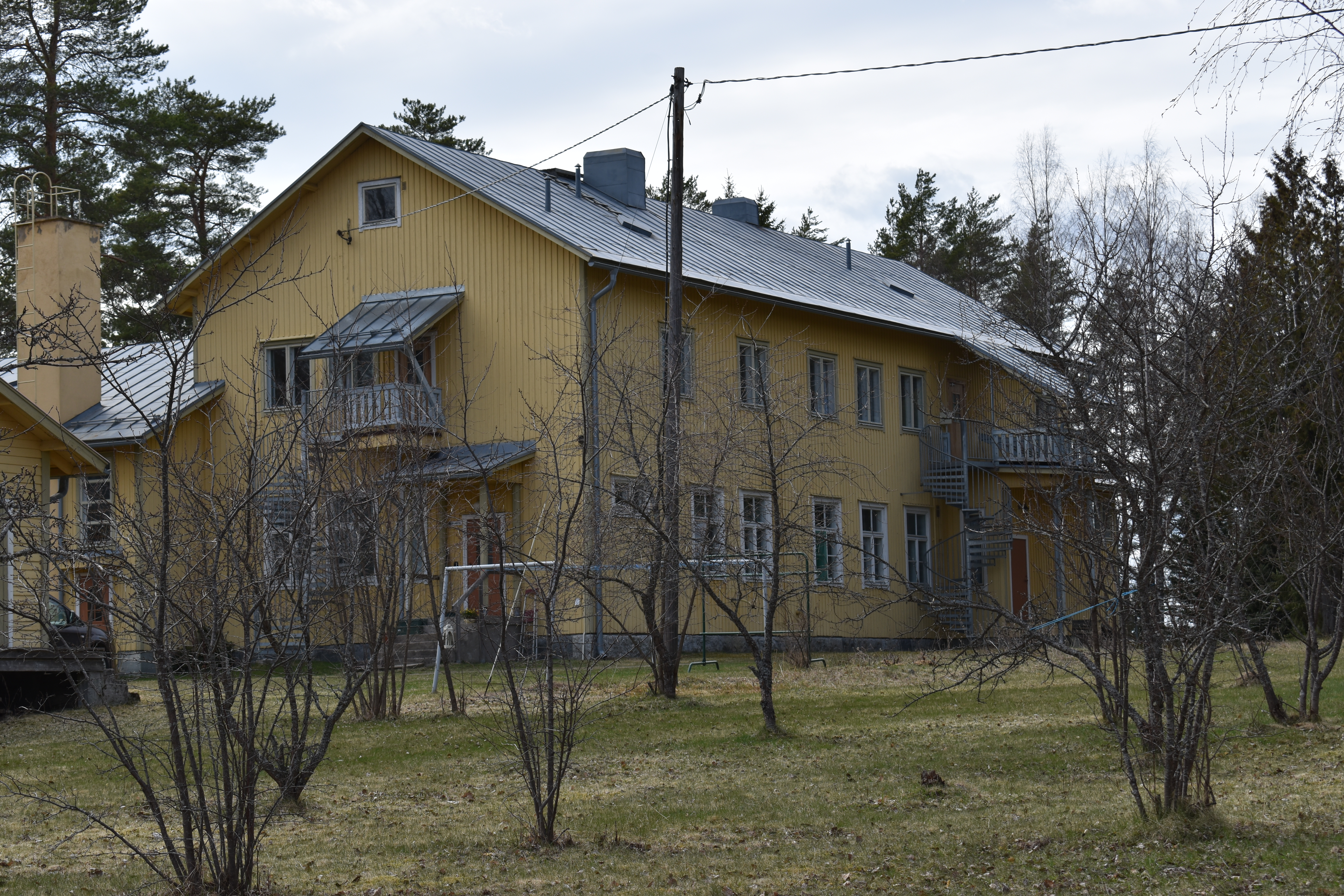
Monastère d'Enonkoski.